# Osoppo
Osoppo (friülà Osôf) és un municipi italià, dins de la província d'Udine. L'any 2007 tenia 3.031 habitants. Limita amb els municipis de Buja, Forgaria nel Friuli, Gemona del Friuli, Majano, San Daniele del Friuli i Trasaghis.

## Administració
| Període | Identitat       | Partit        |
| ------- | --------------- | ------------- |
| 2004-   | Luigino Bottoni | Llista cívica |